# Marotandrano
Marotandrano es una ciudad y comuna en Madagascar. Pertenece al distrito de Mandritsara, que es una parte de la Región de Sofía. La población de la comuna se estima en aproximadamente 11 000 habitantes en el año 2001 según el censo de la comuna.
La enseñanza  de nivel primario y secundario están disponibles en la ciudad. La mayoría del 90% de la población de la comuna son agricultores. El cultivo más importante es el arroz, mientras que otros productos importantes son el plátano, trigo, café y cebada. Los servicios proporcionan empleo a 10% de la población.

## Naturaleza
- La Reserva Marotandrano está situada a 10 km de Marotandrano.